# Kellbeek
Die Kellbeek ist ein etwa 2,5 km langer, südwestlicher und linker Zufluss der Ilse im sachsen-anhaltischen Landkreis Harz im Mittelgebirge Harz.

## Verlauf
Die Kellbeek entspringt und verläuft im Hochharz sowie im Nationalpark Harz und Naturpark Harz/Sachsen-Anhalt. Ihre Quelle liegt zwischen dem Brocken (1141,2 m ü. NHN) und dem Kleinen Brocken (1018,4 m) nahe dem auf den Brocken führenden Wanderweg Hirtenstieg auf etwa 1028 m Höhe. Der Bach fließt durch die Schlucht Schneeloch, anfangs nach Nordosten, wobei er mehrere kleine Bäche aufnimmt. Am Waldweg Herrmannsstraße biegt er nach Ostnordosten ab. Kurz darauf mündet die Kellbeek auf rund 575 m Höhe in den dort von Süden kommenden Oker-Zufluss Ilse.

## Wandern
Durch das Schneeloch führte früher der Schneelochstieg, ein Weg, der ähnlich steil und anspruchsvoll war wie der Eckerlochstieg durch das Eckerloch. Er wurde jedoch von der Nationalparkverwaltung gesperrt, so dass man die Kellbeek ohne Sondergenehmigung nur noch am Unterlauf erreichen kann. Auch vom in Quellnähe verlaufenden Hirtenstieg darf der Bach nicht aufgesucht werden.